# Monobia puertoricensis
Monobia puertoricensis är en stekelart som beskrevs av Joseph Charles Bequaert 1941.
Monobia puertoricensis ingår i släktet Monobia och familjen Eumenidae. Inga underarter finns listade i Catalogue of Life.